# Acentroptera pulchella
Acentroptera pulchella es un coleóptero de la familia Chrysomelidae.
Fue descrita científicamente por primera vez en 1830 por Félix Édouard Guérin-Méneville.